# LIFE IS A PARTY
「LIFE IS A PARTY」（ライフ・イズ・ア・パーティー）は、FUNKY MONKEY BABYSの19枚目のシングル。2012年8月29日に ドリーミュージックから発売された。

## 概要
前作「この世界に生まれたわけ」から半年ぶりとなる2012年2枚目のシングル。ジャケットとミュージックビデオには『ビリーズブートキャンプ』の「ビリー隊長」ことビリー・ブランクスが起用された。FUNKY MONKEY BABYSと海外のタレントがコラボしたのは、今作が初にして唯一である。
ちなみに、今作はシングル初の振り付きの曲である。

## 収録曲

### 通常盤
初回生産分は、スペシャルフォトブックレット仕様となっている。
1. LIFE IS A PARTY
  - 作詞：FUNKY MONKEY BABYS 作曲：FUNKY MONKEY BABYS・NAOKI-T 編曲：NAOKI-T
  - 日本テレビ『スッキリ!!』2012年8月度エンディングテーマ
2. 夏の終わりに
  - 作詞：FUNKY MONKEY BABYS 作曲：FUNKY MONKEY BABYS・NAOKI-T 編曲：NAOKI-T
3. LIFE IS A PARTY (instrumental)
4. 夏の終わりに (instrumental)

### 初回限定盤
収録曲は通常盤と同じで、「LIFE IS A PARTY」のミュージックビデオとスペシャルオフショット映像を収録したDVDが付属する。